# Graanschuur (regio)

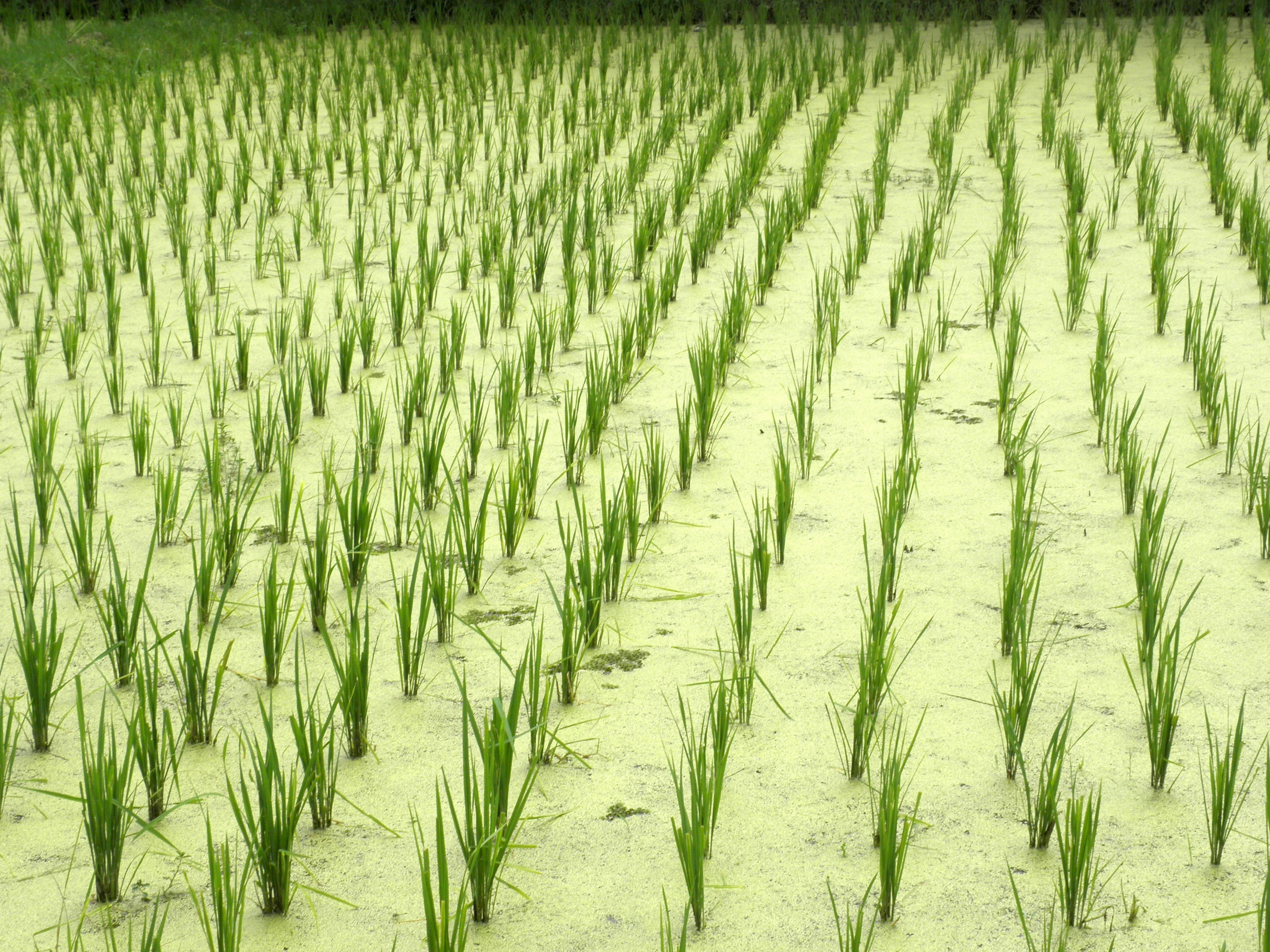
Rijstveld in Kedah (Maleisië)

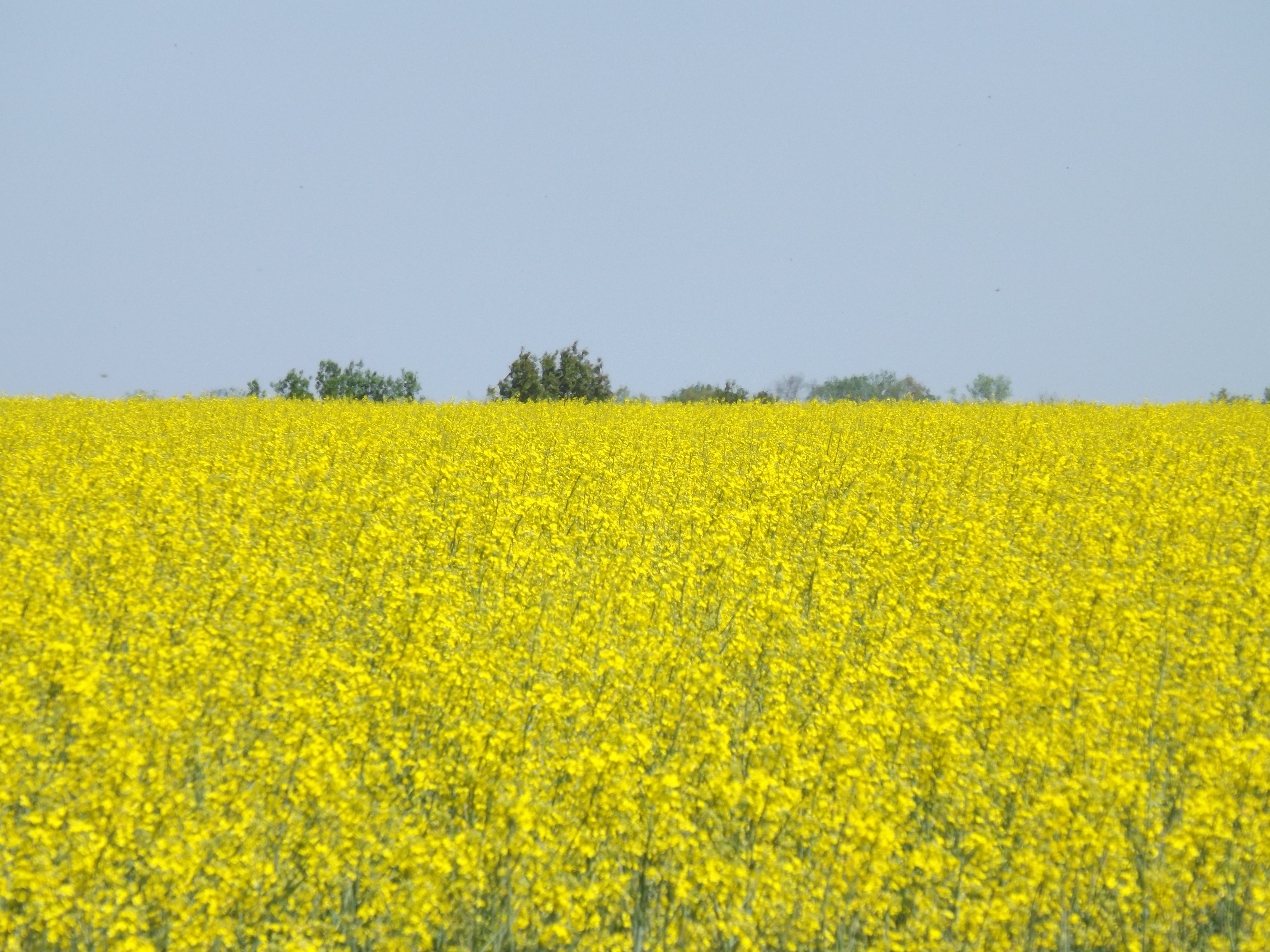
Raapzaadveld in Oekraïne

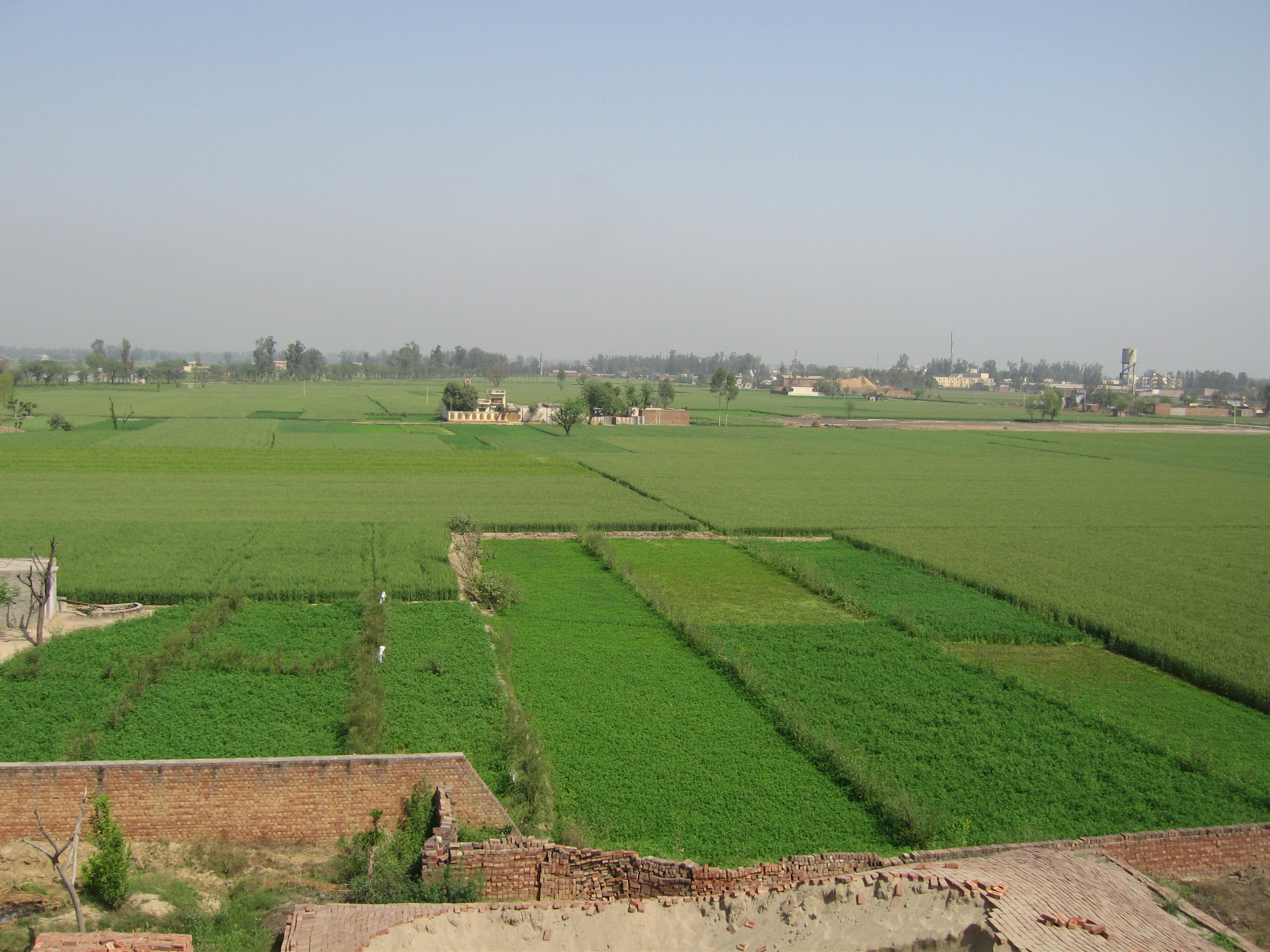
Landschap in de Punjab (India)

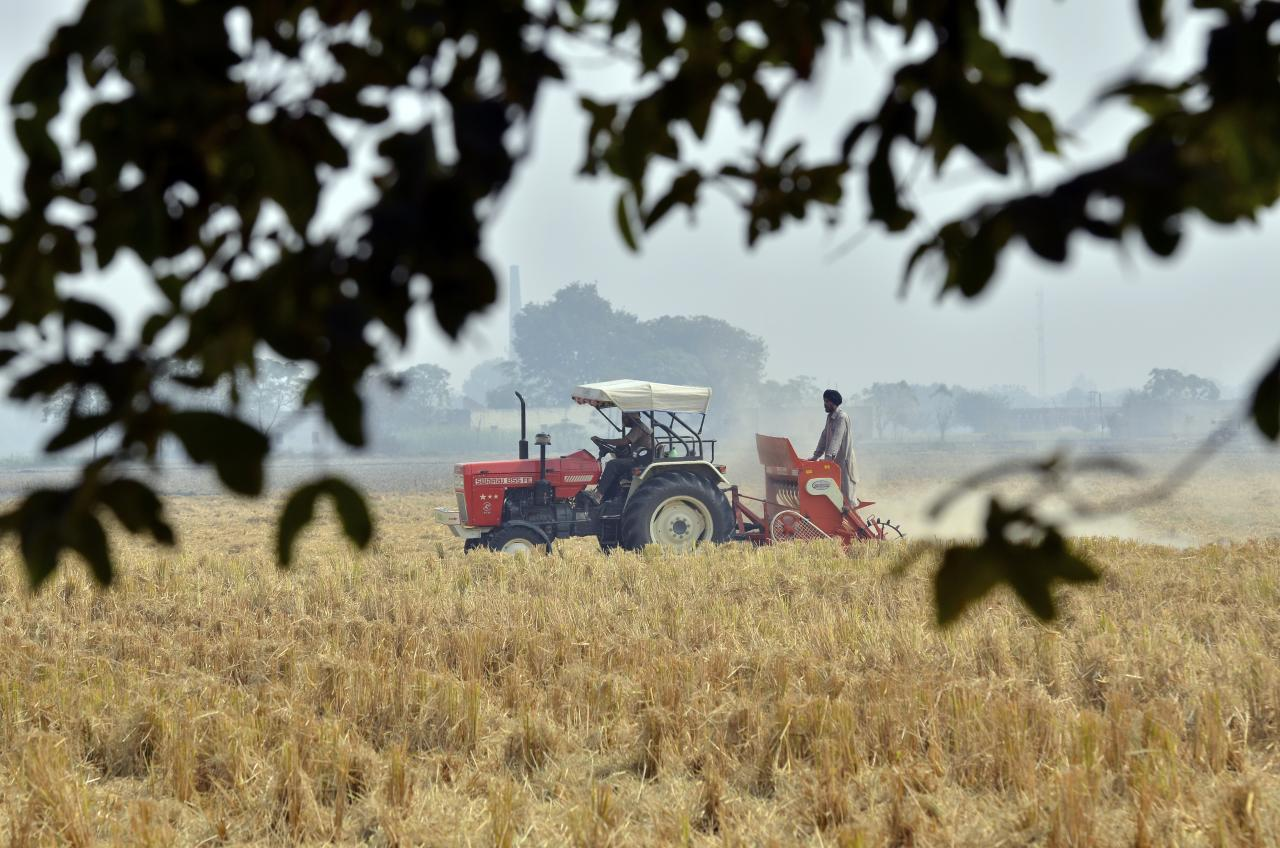
Gemechaniseerde landbouw in Punjab (India)

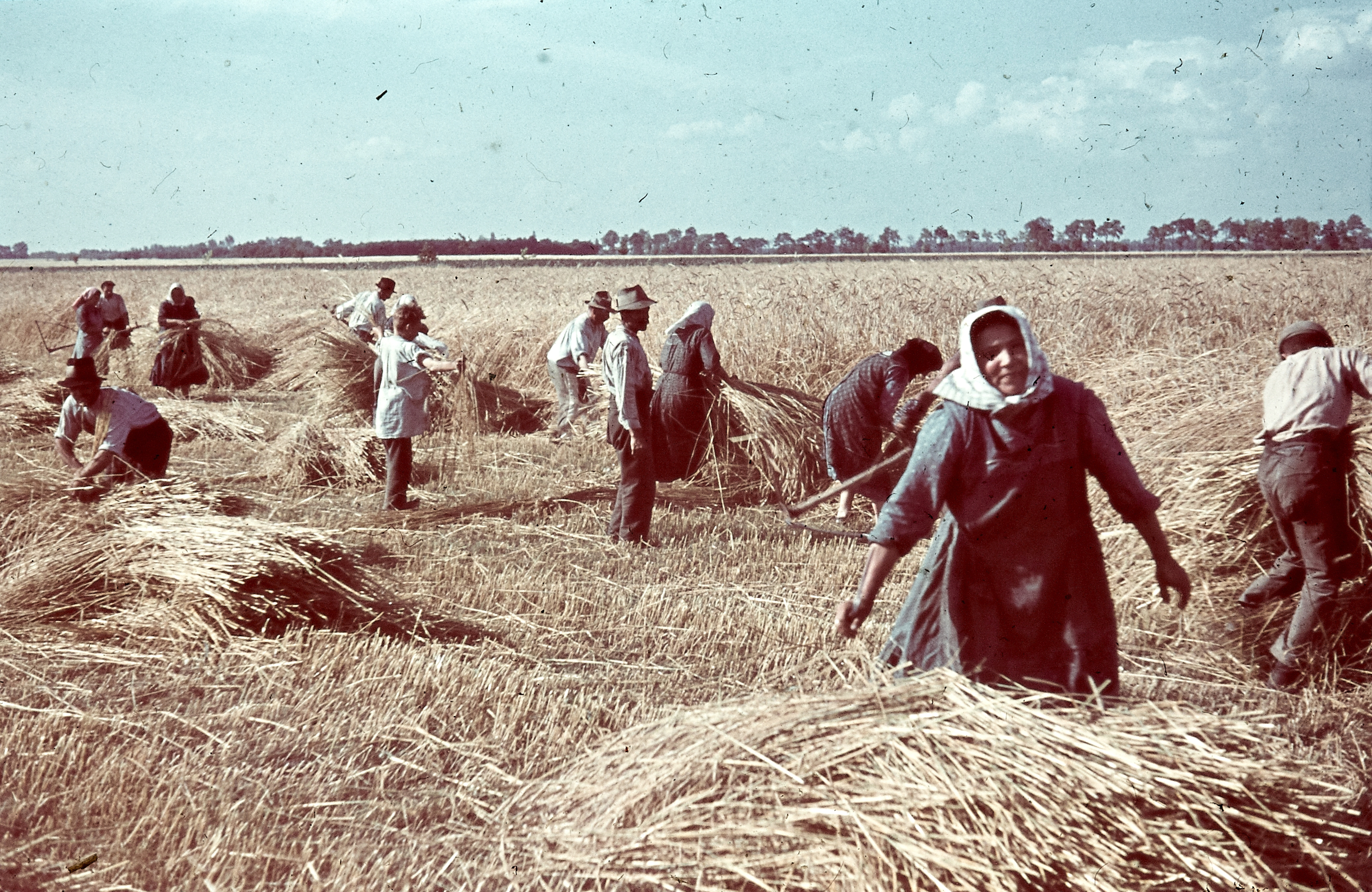
Graanoogst in Hongarije (1941)

De graanschuur van een land of werelddeel is een regio met een uitzonderlijk hoge landbouwproductiviteit. Dit laat een grote export van graan en/of een hoge bevolkingsdichtheid toe.
De grote landbouwproductiviteit is vaak een combinatie van een geschikt klimaat met voldoende hoge temperaturen, de beschikbaarheid van water via neerslag of rivieren en van de aanwezigheid van een vruchtbare bodem. Door gebruik van kunstmest is dit laatste in moderne tijden niet meer absoluut noodzakelijk.
De graanschuurmetafoor gaat volgens Cicero terug op Cato de Oude, die de provincie Sicilia in de derde eeuw v.Chr. de 'graanschuur van onze Republiek' (cella penaria reipublicae nostrae) noemde. In het Engels spreekt men van the breadbasket of Europe, in het Duits van die Kornkammer Europas en het Frans heeft het over le grenier de l'Europe. 

De Corn Belt van de Verenigde Staten

## Klimaatzones
De meeste van deze gebieden liggen in zones met een gematigd zeeklimaat (Cfb-klimaat, bijvoorbeeld de Beauce, Vojvodina en Hongaarse Vlakte) of een warm chinaklimaat (Cwa-klimaat, bijvoorbeeld Sichuan en een deel van de Punjab). Indien er voldoende water aangevoerd wordt via rivieren, kan men deze regio's echter ook vinden in warme steppeklimaten (BSh) als Noordoost-Syrië (al-Jazira) en een deel van de Punjab (bijvoorbeeld Lahore). In beide gevallen wordt er wel veel water aangevoerd vanuit de bergen in het noorden. In zones als Oekraïne, Roemenië en Saskatchewan wordt het landklimaat met zijn koudere winters (Dfb, gematigd landklimaat) gecompenseerd door vruchtbare bodems.
In een versnellende klimaatverandering zou een extreem seizoen meerdere van deze graanschuurregio’s tegelijk kunnen treffen. Een dergelijke keten van gebeurtenissen is mogelijk, omdat deze regio’s “klimatologisch verbonden” zijn, onder meer vanwege versterkte Rossby-golven

## Voorbeelden
- Romeinse Rijk: eerst Sicilië, later Africa en Egypte
- Zuid-Afrika: Vrijstaat of Overberg
- Afrika (continent): Zimbabwe (vroeger)
- India en Pakistan: Punjab, Haryana en West-Bengalen
- China: plateau van Yunnan, Sichuanbekken en Guangxi
- Syrië: al-Jazira
- Indonesië: de vlaktes van Java
- Maleisië: Kedah
- Filipijnen: Nueva Ecija
- Frankrijk: Beauce
- Duitse Rijk: Oost-Pruisen
- (Centraal-)Europa in de vroege 20e eeuw: Grote Hongaarse Laagvlakte
- Europa in de 19e eeuw: Roemenië
- Keizerrijk Rusland en Sovjet-Unie en bij uitbreiding Europa of zelfs de hele wereld[6]: Oekraïne en de aanliggende Russische "centrale zwarte aarde regio"
- Servië: Vojvodina
- Canada: de Canadese prairies, en meer bepaald de provincie Saskatchewan
- oostelijke Verenigde Staten: Corn Belt
- Verenigde Staten of zelfs de wereld: San Joaquin Valley en Salinas Valley
- Australië: Murray–Darlingbekken
- Britse Rijk: Nieuw-Zeeland (en eventueel Australië)
- In de 19e eeuw, voor de omliggende regio's: Chili
- Zweden: Skåne